# Erpobdellidae
Famille
Les Erpobdellidae sont une famille de sangsues. Il s'agit d'une des quatre familles appartenant au sous-ordre des Erpobdelliformes de l'ordre des Arhynchobdellida.
Leurs membres ont abandonné les habitudes alimentaires sanguines de leurs ancêtres et sont plutôt des prédateurs d'invertébrés aquatiques.